# Сакович, Геннадий Викторович
Генна́дий Ви́кторович Сако́вич (род. 13 апреля 1931, Чита) — советский и российский химик. Академик РАН (1992; член-корреспондент АН СССР с 1981), доктор технических наук, профессор. Герой Социалистического Труда (1990). Лауреат Ленинской премии. Полный кавалер ордена «За заслуги перед Отечеством». Один из основоположников советской ракетной техники на смесевых твёрдых топливах.
В 1984—1997 годах являлся генеральным директором ФНПЦ «Алтай», в 2001—2006 годах возглавлял основанный им ИПХЭТ СО РАН. Ныне почётный директор ФНПЦ «Алтай» и научный руководитель ИПХЭТ СО РАН.

## Биография
Родился 13 апреля 1931 года в городе Чите. В 1953 году окончил химический факультет Томского государственного университета (ТГУ). После получения диплома поступил в аспирантуру, которую окончил в 1956 году. В 1956—1958 годах работал ассистентом кафедры неорганической химии ТГУ, В 1958—1959 годах — доцент Томского высшего командного военного училища.
В 1959 году переезжает в город Бийск, где ставится во главе лаборатории в АНИИХТ (позднее переименованный в НПО «Алтай»). С 1961 по 1984 год занимает должность заместителя генерального директора, с 1984 — генеральный директор ФГУП ФНПЦ «Алтай». В 1997 году уходит с поста генерального директора и становится почётным директором.
В 2001 году основывает Институт проблем химико-энергетических технологий Сибирского отделения РАН (ИПХЭТ СО РАН). До 2006 года занимает должность директора, а с 2006 года — должность научного руководителя института.

## Научная деятельность
Имеет многочисленные труды по химии и химической технологии полимеров, порохов и твёрдых ракетных топлив. Один из основоположников применения бутилкаучука в твёрдом ракетном топливе.

## Награды
- Герой Социалистического Труда (1990)
- Орден Трудового Красного Знамени (1966)
- Два ордена Ленина (1976, 1990)
- Орден «За заслуги перед Отечеством» I степени (2025)
- Орден «За заслуги перед Отечеством» II степени (2019)
- Орден «За заслуги перед Отечеством» III степени (2006)
- Орден «За заслуги перед Отечеством» IV степени (2013)
- Орден мира III степени
- Государственная премия СССР (1970)
- Ленинская премия (1984)
- Премия Совета Министров СССР (1990)
- Государственная премия Российской Федерации за 1994 год — за разработку технологии и создание промышленного производства ультрадисперсных алмазов
- Премия Правительства Российской Федерации имени Петра Великого (по направлению «социально-экономическое развитие Российской Федерации») (30 апреля 2022) — за вклад в развитие различных отраслей экономики, в том числе промышленности и транспорта, а также за заслуги в области науки, образования и государственного управления[3]
- Демидовская премия (2010) — за цикл исследований и разработок в области создания новых высокоэнергетических материалов[4]
- Премия имени В. А. Коптюга за 2005 год — за работу «Разработка и внедрение новых каталитических технологий охраны окружающей среды и утилизации высокоэнергетических материалов»
- Заслуженный работник науки и высшего образования Алтайского края (25 марта 2021) — за многолетний добросовестный труд и личные заслуги в успешном внедрении и использовании научных разработок в высокотехнологичном производстве
- Почётный работник отрасли боеприпасов и спецхимии (2003)
- Почётный гражданин Бийска (1996)
- Почётный гражданин Барнаула
- Почётный гражданин Алтайского края (2006)
- Почётный академик Академии космонавтики